# Tetramorium qualarum
Tetramorium qualarum är en myrart som beskrevs av Bolton 1980. Tetramorium qualarum ingår i släktet Tetramorium och familjen myror. Inga underarter finns listade i Catalogue of Life.